# Atheas exiguus
Atheas exiguus är en insektsart som beskrevs av Heidemann 1909. Atheas exiguus ingår i släktet Atheas och familjen nätskinnbaggar. Inga underarter finns listade i Catalogue of Life.